# 越生郵便局
越生郵便局（おごせゆうびんきょく）は埼玉県入間郡越生町にある郵便局。民営化前の分類では集配普通郵便局であった。

## 概要
住所：〒350-0499 埼玉県入間郡越生町上野633-4

## 沿革
- 1873年（明治6年）7月1日 - 越生今市郵便取扱所として[1]開設[2]。
- 1875年（明治8年）1月1日 - 越生郵便局（五等）となる。
- 1885年（明治18年） - 貯金取扱を開始。
- 1890年（明治23年）10月16日 - 為替取扱を開始。
- 1901年（明治34年）2月1日 - 越生郵便電信局となる。
- 1903年（明治36年）4月1日 - 通信官署官制の施行に伴い越生郵便局となる。
- 1952年（昭和27年）3月23日 - 梅園簡易郵便局の廃止に伴い、取扱事務を承継[3]。
- 1968年（昭和43年）4月23日 - 電話交換および和文電報配達業務を、越生電報電話局に移管。
- 1970年（昭和45年）3月16日 - 特定郵便局から普通郵便局に局種別改定。
- 1979年（昭和54年）8月13日 - 越生町越生から同町上野に移転。
- 2000年（平成12年）8月14日 - 外国通貨の両替および旅行小切手の売買に関する業務取扱を開始。
- 2005年（平成17年）3月12日 - 川角簡易郵便局の一時閉鎖[4]に伴い、取扱事務を承継[5]。
- 2007年（平成19年）10月1日 - 民営化に伴い、併設された郵便事業越生支店に一部業務を移管。
- 2012年（平成24年）10月1日 - 日本郵便株式会社発足に伴い、郵便事業越生支店を越生郵便局に統合。

## 取扱内容
- 郵便、印紙、ゆうパック、内容証明
- 貯金、為替、振替、振込、国際送金、国債、投資信託
- 生命保険、バイク自賠責保険、自動車保険
- ゆうちょ銀行ATM
- 入間郡越生町内および同郡毛呂山町内の集配業務
- ゆうゆう窓口

## 周辺
- 武蔵越生高等学校
- 清和学園高等学校
- 越辺川

## アクセス
- 東武越生線 武州唐沢駅から徒歩約10分、JR八高線 越生駅から徒歩約12分
- 関越自動車道 鶴ヶ島IC、もしくは首都圏中央連絡自動車道（圏央道）圏央鶴ヶ島ICから北西へ約11km
- 駐車場あり：21台